# Ксиско
Франсиско Хименес Теяда (роден на 26 юни 1986 в Палма де Майорка, Испания), по-известен като Ксиско, е Испански футболист, който играе в Кордоба като нападател.